# Pivovar Rochlov
Pivovar Rochlov byl založen v polovině 16. století, kdy Mikuláš z Hojnestu zřídil v Rochlově „krčmu vejsadní“. Pivo se zde vařilo do roku 1933.

## Historie
Již tenkrát se v Rochlově muselo pro tuto krčmu vařit pivo. Hned poté, co měla šlechta povoleno vařit pivo, začali i majitelé Rochlova na vaření piva vydělávat. Další zprávy nemáme, ale je jisté, že pivovar již zcela určitě existoval v roce 1683 a dříve, kdy se o něj dělili bratři Henigarové(SÚA DZV 403 A 16)(Ebel 1989, 10). Jednalo se určitě o regulérní pivovar, protože je zmíněno (Ebel 1989), že se jedná o pivovar s humnem a pánví. Později se také zmiňuje
chmelnice.
Po celou dobu existence pivovaru je o něm velmi málo zmínek. Další zmínka o pivovaru pochází ze Školní kroniky z roku 1909, tj. v té době byl ještě pivovar v provozu a zmiňuje se v něm, že pivovar v roce 1711 byl na 6 sudů („auf 6 Faß“)(Ebel, 1989, 12). Ke stavbě pivovaru, jak ho známe v dnešní podobě, došlo na popud Františka Poláka po roce 1865, kdy byly postaveny dnešní budovy, do nichž byla zakomponovaná stará budova původního pivovaru, dále pak pivovarský komín a humna (pivovarská věž). Komín ani pivovarská věž již dnes nestojí.
Stavba pivovaru i přestavba areálu zámku Rochlov zlámala finančně majitelům vaz, další majitel se dostal k Rochlovu díky nucené zprávě. Kdy byl pivovar dokončen není známo. Jak dlouho a kolik piva se vařilo není přesně známo, ale vypadá to, že pivovar měl po celou dobu své existence velké finanční potíže. Zavřen byl okolo roku 1933, poslední sládci byli potomci J. R. Čepka z Rochlova. Tyto informace se nepodařilo ověřit z důvodu ztráty archivních fondů velkostatku Rochlova a neexistence zatím žádných dalších písemných pramenů. V literatuře o pivovarech se uvádí, že se v Rochlově vařilo 2 000 hl piva, jinde se uvádí 3 000 hl piva ročně. Takové množství je cca 0,03 % celkového tehdejšího výstavu piva v Čechách. Pivovar určitě nevydával svoje etikety, ale měl pouze láhve. Zatím se nepodařilo objevit ani jediný exemplář.
Pohled na pivovar zřejmě koncem 19. století, v popředí je dům sládka, vidět je hvozd i umístění komína, červeně je vyznačena část budovy pivovaru, která dnes již nestojí.

## Stavební popis budov pivovaru
Dnešní pivovar tvoří dvě budovy ve tvaru L. Tyto budovy byly spojeny původně asi i společným krovem, střední spojovací část, kde byl později jen přístavek dnes již chybí. Právě v této části se nalézaly varné kotle, byl k ní přistavěn komín a také to byla část komunikační, kde musela být schodiště apod. Z původního hvozdu (pivovarská věž) dnes zbyla pouze část 1. NP.
Západní část byla delší než dnes (jak je vidno z katastrální mapy), konec budovy dnes již nestojí. Na konci dnešní západní části je prostor klenutý valenou klenbou, který se zdá i podle charakteru zdiva jako budova původního barokního, nebo staršího pivovaru. (jedná se o budovu viditelnou na mapě roku 1838). Z tohoto západního křídla byly také zřejmě vstupy do pivovarských sklepů, které jsou dnes ještě neprozkoumané.
Jižní křídlo se skládá z napůl pod zemí zapuštěného přízemí, které je rozděleno sloupy na 10 stejných prostor 4,5 x 5,5 m, horní patro je prakticky jeden prostor, zastřešený krovem s ležatou stolicí. Poslední segment budovy chybí (viz obrázek). Zaklenutí je provedeno plackovými klenbami na pasech, které jsou křížem umístěny na jednotlivé sloupy. Zvláštností těchto kleneb je, že střed křivosti se nachází přibližně 1,6 m nad podlahou, což má pro člověka za následek odrážení zvuků přímo do uší a zvláštní zvukové efekty. Tato přízemní část sloužila jako sladovna. V té době se používal pro obvodové zdivo systém větracích průduchů (jsou dodnes zachovány a funkční), který napomáhal udržovat stálou vlhkost, větrání obvodových stěn. Podobný systém se nalézá i v křídle západním. Na samém rohu jižního křídla byl zřejmě z důvodu zvýšené vlhkosti použit zajímavý a tehdy moderní způsob zakládání na studni.
Západní křídlo je v přízemí dnes rozděleno na 3 prostory. První z nich dále s jedním sloupem na 4 zaklenuté části, prostřední se 2 sloupy na 6 kleneb. Z této prostřední místnosti je zřejmě možné vstupovat do pivovarských sklepů. Klenby jsou podobné, a jako v jižním křídle, neckové. Třetí část – nejsevernější je však tvořená jediným prostorem zaklenutým valenou klenbou příčně ostatním klenbám. Pod vrcholem klenby jsou viditelná značně zdeformovaná táhla. Cihly klenby a její způsob provedení naznačuje na barokní stavbu a opotřebení jejich povrchu nasvědčuje tomu, že se jednalo skutečně o původní pivovarský dům. Též tomu nasvědčuje skladba zdiva, na této části budovy je zdivo ze sbíraného kamene, kdežto ostatní části tohoto i jižního křídla jsou z tesaného pískovce s příměsí cihlových úlomků nebo cihel.

## Dům sládka
Dům sládka č.p.2 je malý domek hned vedle pivovaru. Jedná se o budovu obdélníkového půdorysu z kamenného zdiva. Budova o 4 místnostech je velmi stará, č.p. 2 je jednou z nejstarších budov v areálu. I přes snahu zde datovat jednotlivé konstrukce se to nepodařilo. Povalové stropy se datovat nepodařilo, krov domku je nový a byl postaven okolo roku 1865, tj. při přestavbě areálu, ze stejného období pocházely povaly v jedné z místností v domě.
Je možné, že tento kamenný dům stával zde již za Henigarů a že patřil k Lendlovskému dvoru a že právě toto byl dům druhého z bratrů, který si musel postavit, když druhý si po rozdělení statku ponechal tvrz – tedy na místě zámku. Tento dům poté údajně užívali sládci z pivovaru. Dnes je tento domek domkem správce, je zde kancelář. Domek byl již opraven a veškeré průzkumy nám nepřinesly nové poznatky a tak bližší původ tohoto domku zůstane obestřen tajemstvím.